# Косолапов, Андрей Владимирович
Андрей Владимирович Косолапов (род. 21 декабря 1971, Волгоград, СССР) — российский политический деятель, вице-губернатор Волгоградской области (2019—2021).
Председатель Волгоградской городской Думы (24 сентября 2018 — 25 октября 2019), Глава города Волгоград (24 июля 2014 — 19 сентября 2018).

## Краткая биография
Родился 21 декабря 1971 года в Волгограде.
После окончания средней школы, в четырнадцатилетнем возрасте поступил в Волгоградский металлургический техникум. На протяжении шести лет работал на Волжском трубном заводе (АО «ВТЗ»). Получил два высших образования, окончив Волгоградскую академию физической культуры и Всероссийский заочный финансово-экономический институт, после чего четыре года преподавал в Волгоградском экономическом колледже.
В 1998 году назначен директором ООО «Теплоимпорт-ЮГ» — крупнейшего в регионе поставщика оборудования для отопления и водоснабжения.

## Политическая деятельность
В сентябре 2013 года был избран депутатом Волгоградской гордумы по избирательному округу № 1. Осуществлял полномочия заместителя председателя комитетов по жилищно-коммунальному и городскому хозяйству.
14 июля 2014 года на внеочередном заседании Волгоградской городской думы был избран заместителем главы города. Вакансия образовалась после ухода Геннадия Шайхуллина на должность председателя избирательной комиссии Волгоградской области. 24 июля был избран мэром города Волгоград. Являлся членом партии Единая Россия.
С 24 июля 2014 по 19 сентября 2018 года — глава Волгограда.
С 24 сентября 2018 по 25 октября 2019 года — председатель Волгоградской городской Думы.
25 октября 2019 года назначен заместителем губернатора Волгоградской области.
В марте 2021 года написал заявление об увольнении с должности заместителя губернатора Волгоградской области по собственному желанию. 5 марта губернатор Волгоградской области принял отставку.

## Семейное положение
Женат, отец четверых детей:
- дочь Валентина Косолапова (род. 11 июля 1997) — российская легкоатлетка, выступающая в прыжках в длину и тройном прыжке, бронзовый призёр чемпионата России, чемпионка Европы и России (среди юниоров). Мастер спорта России.

### Доходы
Андрей Косолапов заработал за 2015 год 1 962 738 рублей, что намного меньше, чем за 2014-й. Помимо этого, Косолапов является собственником двух земельных участков, трёх квартир, трёх легковых автомобилей, одним водным транспортом и одним грузовым автомобилем.

## Интересные факты
Увлекается баскетболом и периодически участвует в командных соревнованиях. По его собственным утверждениям, он мечтал стать Олимпийским чемпионом, но построить спортивную карьеру не позволила травма колена.